# アウリス・サッリネン
アウリス・サッリネン（Aulis Sallinen、1935年4月9日 - ）は、フィンランドの作曲家。クラシック音楽や現代音楽に分類される音楽を作曲している。作風は近代的であるが、調性は失っておらず、実験音楽のようにはなっていない。サッリネンの作品には、6曲のオペラや8曲の交響曲、さまざまな協奏曲や器楽曲が含まれる。 1978年に、オペラ『騎士』で北欧理事会の音楽賞を受賞した。

## 略歴
サッリネンは、1935年にフィンランドのサルミ（現在はロシア連邦内のカレリア共和国領）で産まれた。ヴァイオリンやピアノを習い、10代の頃からは次第に作曲も行うようになった。のちにサッリネンはシベリウス音楽院に進学し、ヨーナス・コッコネンなどに師事した。
シベリウス音楽院を卒業後、サッリネンは同校の作曲教師としての職を得た。また20代半ばには、フィンランド放送交響楽団で指揮者としても活躍した。そのため指導者としては知られるようになったが、サッリネンの作品については、彼がフィンランド政府から終身教授に任命されて、彼自身が作曲に目を向けるまでは、特に目立った作品はなかった。
終身教授に任命されてからは、多くの時間を作曲に費やした。サッリネンが使用した作曲様式やハーモニーはスタンダードなものであるが、彼はそれらを非常に現代的な手法で組み合わせた。その作品の中には、トールキンの『指輪物語』からインスピレーションを得た『交響曲第7番』なども含まれる。また、クロノス・カルテットのアルバム『Winter was Hard』で、表題曲を作曲したことでも知られる。

## 代表的な作品

### 交響曲
- 交響曲第1番 Op. 24 (1971)
- 交響曲第2番「シンフォニック・ダイアログ」 Op. 29 (1972)
- 交響曲第3番 Op. 35 (1975)
- 交響曲第4番 Op. 49 (1979)
- 交響曲第5番「ワシントン・モザイク」 Op. 57 (1985-1987)
- 交響曲第6番「ニュージーランドの日記より」 Op. 65 (1990)
- 交響曲第7番「ガンダルフの夢」 Op. 71 (1996)
- 交響曲第8番「秋の断片」 Op. 81 (2001)

### 管弦楽曲
- 葬送音楽 Op. 7 (1963)
- 管弦楽のための変奏曲 Op. 8 (1963)
- 吹奏楽のためのコラール Op. 22 (1970)

- 室内音楽第1番 Op. 38 (1975)
- 室内音楽第2番（アルトフルート、弦楽オーケストラ） Op. 41 (1976)
- 室内音楽第3番「ドン・ファンキホーテの夜の踊り」（チェロ、弦楽） Op. 58 (1983)
- 室内音楽第4番「セバスチャン・ナイトのためのエレジーによるメタモルフォーゼン」 Op. 79 (2000)
- 室内音楽第5番「バラバ変奏曲」 Op. 80 (2000)
- 室内音楽第6番「3つの旅への誘い」  Op. 88 (2006)
- 室内音楽第7番「クルーセリアーナ」 Op.93 （2008）
- 室内音楽第8番「木々はみな緑」（チェロ、弦楽） Op.94（2009）
- ディエス・イレ（ソプラノ、バス、男声合唱、管弦楽）Op. 47 (1978)
- 管弦楽のための前奏曲「影」 Op. 52 (1982)
- サンライズ・セレナーデ Op. 63 (1989)
- 生と死の歌（バリトン、合唱、管弦楽） Op. 69 (1995)
- 宮殿のラプソディ Op. 72 (1996)
- 序奏とタンゴ序曲（ピアノ、弦楽） Op. 74b (1997)

### 協奏曲
- ヴァイオリン協奏曲 Op. 18 (1968)
- チェロ協奏曲 Op. 44 (1977)
- フルート協奏曲 Op. 70 (1995)
- ホルン協奏曲 Op. 82 (2002)
- クラリネットとヴィオラのための協奏曲 Op. 91 (2007)

### 器楽曲
- 弦楽四重奏曲第1番 Op. 14 (1958)
- 弦楽四重奏曲第2番「カンツォーナ」 Op. 4 (1960)
- 弦楽四重奏曲第3番「ペルトニエミ・ヒントリクの葬送行進曲の諸相」 Op. 19 (1969)
- 弦楽四重奏曲第4番「静かな歌」 Op. 25 (1971)
- 弦楽四重奏曲第5番「モザイクのかけら」 Op. 54 (1983)
- メタモルフォーラ（チェロ、ピアノ） Op. 34 (1974)
- 無伴奏チェロソナタ Op. 26 (1971)
- 白鳥の歌から（チェロ、ピアノ） Op. 67 (1991)
- ピアノ五重奏曲 Op. 85 (2004)
- チェロソナタ Op. 86 (2004)

### オペラ
- 騎手 Op. 32 (1974)
- 赤い線 Op. 46 (1978)
- 王はフランスへ行く Op.53 (1983)
- クレルヴォ Op. 61 (1988)
- 宮殿 Op.68 (1991-1993)
- リア王 Op. 76 (1999)